# Obermarkt (Görlitz)
Der Obermarkt in Görlitz zählt mit einer ungefähren Ost-West-Ausdehnung von 250 Metern zu den größten Plätzen in der historischen Altstadt. Er hat die Gestalt eines Rechteckes, dessen Ost- und Westseite sich etwas verjüngen. Der Obermarkt mit Gebäuden zahlreicher Epochen ist das Tor zur Görlitzer Altstadt.

## Geographie

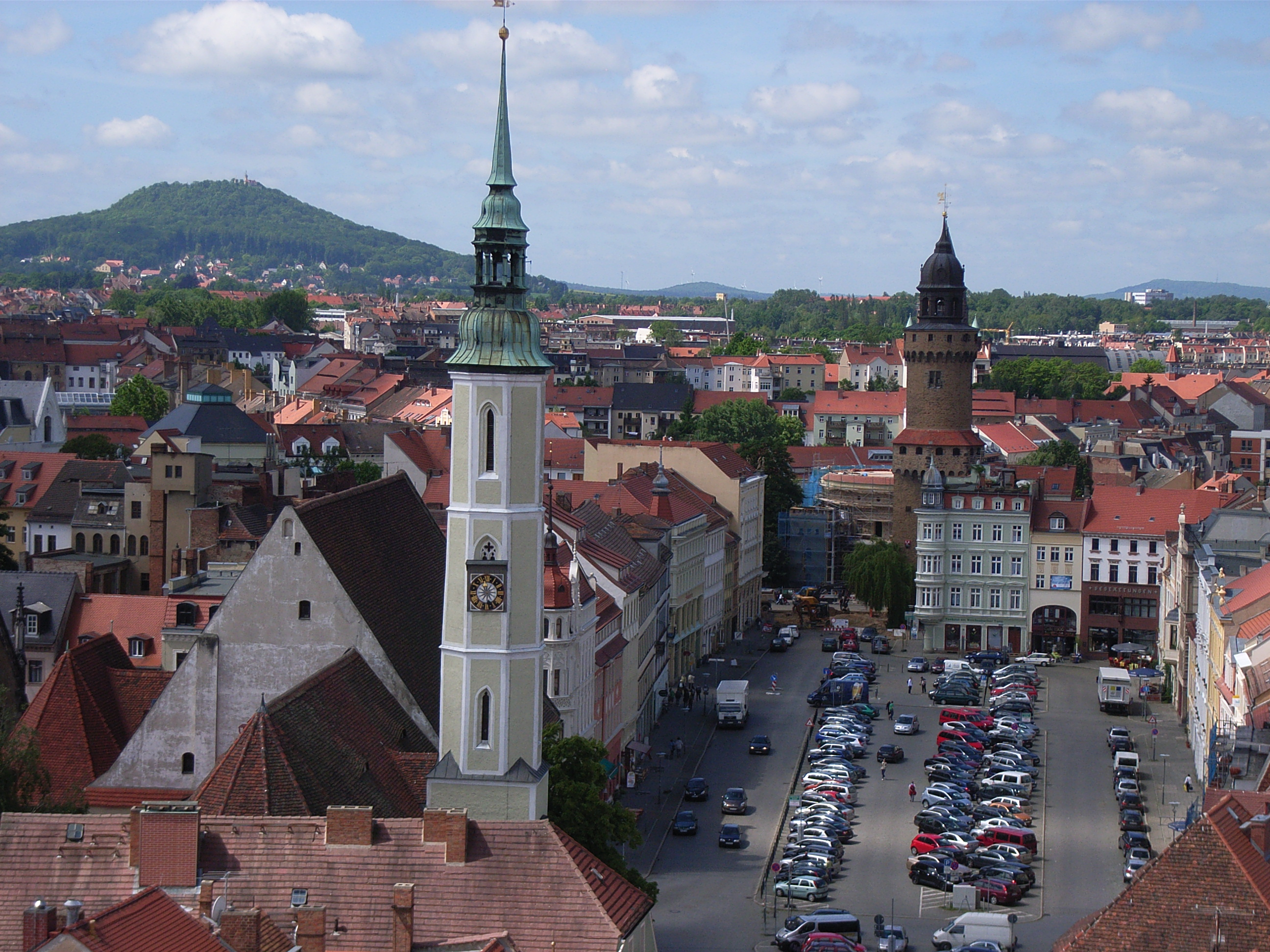
Der Görlitzer Obermarkt im Jahr 2010 (Blick vom Rathausturm in Richtung Westen)

### Lage
Der Obermarkt liegt am Schnittpunkt der Görlitzer Altstadt zur gründerzeitlich geprägten Innenstadt. Er wird durch Bürgerhäuser, die Dreifaltigkeitskirche im Südosten, den Reichenbacher Turm und den Kaisertrutz auf dem Platz des 17. Juni im Westen begrenzt.

### Gliederung
Seit dem Umbau des Platzes 1939 wird er von zwei gepflasterten, von Nord nach Süd verlaufenden Fahrstraßen geteilt. Die westliche der beiden Straßen ermöglicht seitdem die Querung von der Breiten Straße zur Steinstraße. Die östliche Straße ist auf Höhe des Klosterplatzes durch Poller abgesperrt und dient nur noch als Zufahrt zu den Parkflächen in der Platzmitte.

### Verkehr
Die gepflasterte Platzmitte des Marktes wird heute den Großteil des Jahres als Parkfläche für etwa 80 bis 100 Pkw genutzt. Beim Görlitzer Altstadtfest, für das Straßentheater ViaThea und anderen Großveranstaltungen wird die Mittelfläche auch als Veranstaltungsraum genutzt.
Auf die gepflasterte Straße, die rund um den Platz führt, münden zahlreiche Gassen und Straßen: die Breite Straße, die Verrätergasse und die Fleischerstraße von Norden, die Brüderstraße von Osten, der Klosterplatz und die Steinstraße von Süden und der Platz des 17. Juni von Westen. Die Brüderstraße verbindet den Platz mit dem Untermarkt und der Altstadt. Die Steinstraße und der Klosterplatz stellen eine Verbindung zum Marienplatz und weiter zum Demianiplatz sowie zur Elisabethstraße her und führen in die Einkaufsareale der Innenstadt.
Zwischen 1883 und 1939 verkehrte auf der Südseite des Platzes die Görlitzer Straßenbahn in Richtung Endhaltestelle Untermarkt. Die Bahngleise wurden im Jahr 1939 beim Umbau des Marktes entfernt.

## Geschichte

### Stadterweiterung im 13. Jahrhundert
Der Obermarkt wurde etwa um 1250 angelegt. Der Platz und die sich anschließenden Gassen bildeten im 14. Jahrhundert die Neustadt. 1401 tauchten erstmals die Bezeichnungen Neumarkt für den östlichen Teil und Oberneumarkt für den westlichen Teil auf. Spätestens im Jahr 1848, als eine Erweiterung der südlichen Vorstadt begann, setzte sich jedoch die Bezeichnung Obermarkt durch. Im Rahmen der Erweiterung wurde auch der heutige Wilhelmsplatz geschaffen, der bis zu seiner Umbenennung 1871 den Namen Neumarkt trug.
1717 zerstörte ein Brand den halben Obermarkt.
Dies ist auch der Grund, dass die ältesten Häuser auf der West- und Nordseite des Platzes 1717 entstanden. Sie stießen alle mit ihrer Rückseite an die Stadtmauer am Grünen Graben.

### Spätes Mittelalter und frühe Neuzeit

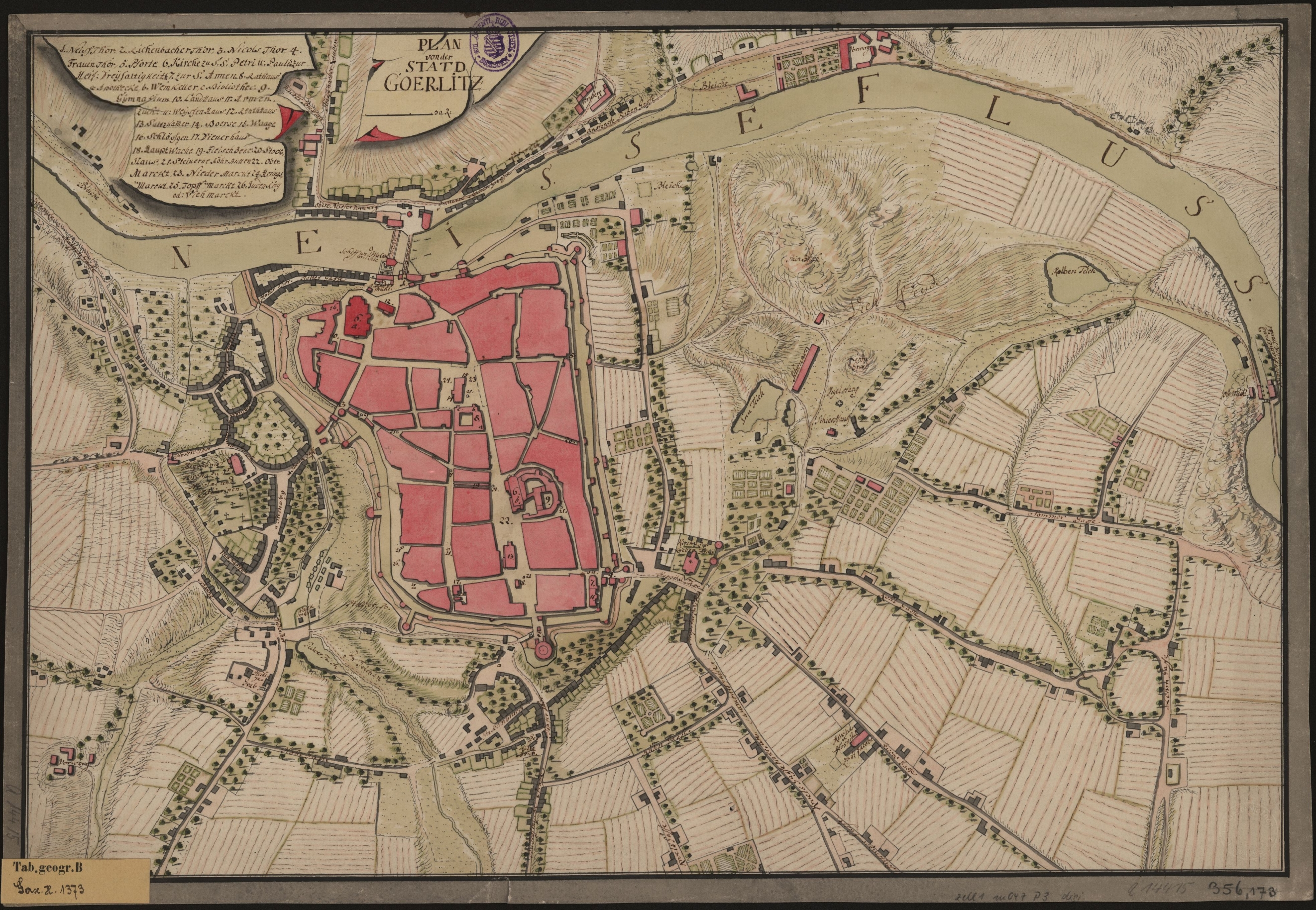
Plan der Stadt um 1750, die Nr. 22 ist der Obermarkt, Nr. 13 das Salzhaus

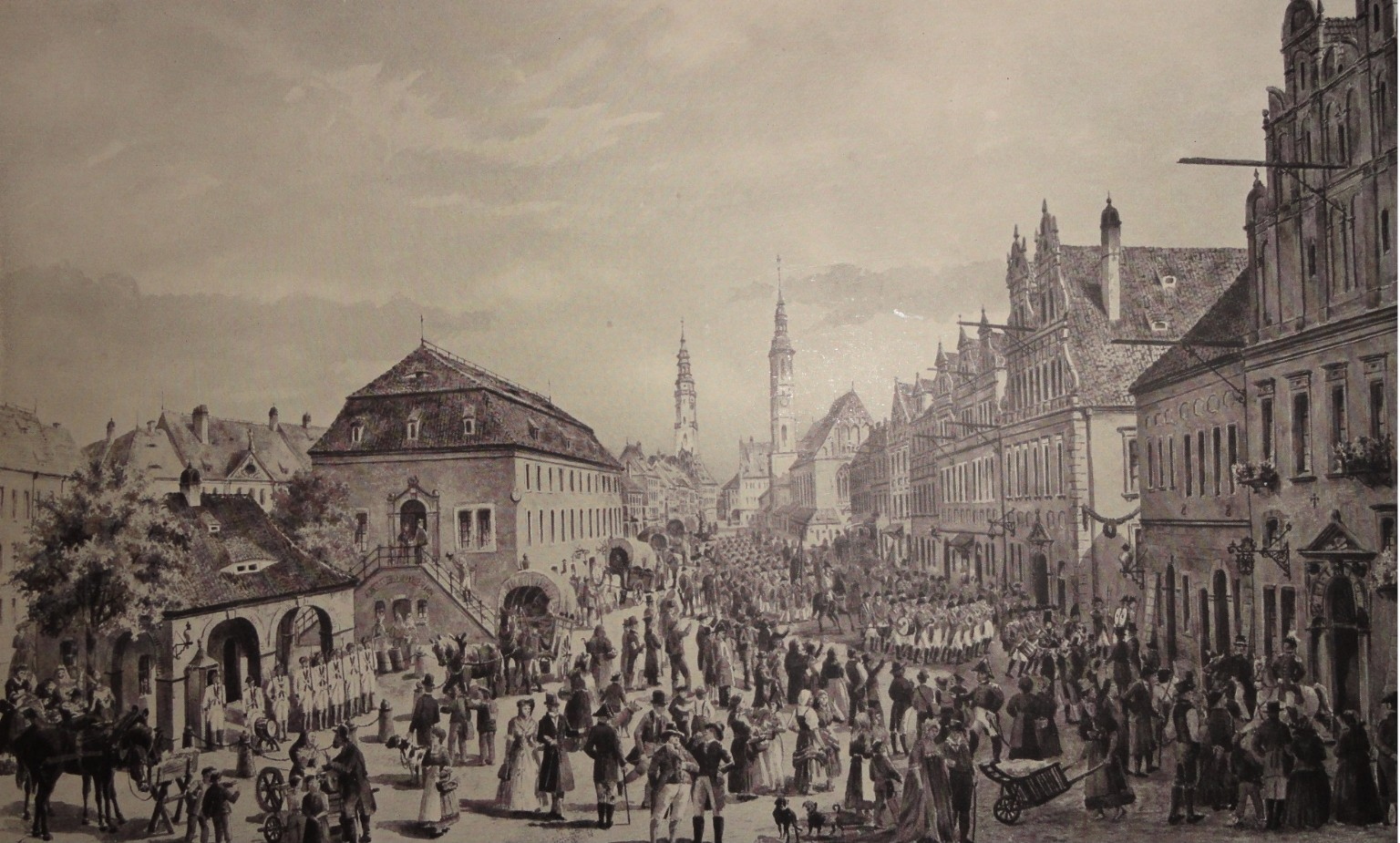
Obermarkt mit Salzhaus 1792, Ausmarsch der Schützengilde zum Pfingstschießen

Laut Chroniken soll das Salzhaus 1407 gebaut worden sein, jedoch gab es erste Erwähnungen erst gegen 1424 und 1434. Es stand mittig auf dem Platz und begann in etwa in Höhe der Einmündung der Steinstraße und erstreckte sich dann weiter in Richtung Brüderstraße.
Im Januar 1451 wurde vor dem Salzhaus ein Predigtstuhl für den Franziskaner und Prediger Johannes Capistranus errichtet. Er hielt dort 15 Predigten. Die Franziskaner besaßen seit dem 13. Jahrhundert bis zur Auflösung infolge der Reformation ein Kloster in Görlitz am heutigen Klosterplatz, ihre Klosterkirche war die Dreifaltigkeitskirche.
1535/36 wurde das Salzhaus zum Tanz-, Kauf- und Gewandhaus ausgebaut, da es bis dahin nur im Rathaus einen Tanzsaal für die gehobenere Gesellschaft gab. Bis 1767 trug es auf jeder Seite hohe, spitze Giebel, die abgetragen und durch ein Walmdach ersetzt wurden. An der West- und Ostseite führte jeweils eine Treppe in das erste Obergeschoss. Dort gewährte ein Barockportal Einlass in das Innere. An dem Haus waren steinerne Maße angebracht, das Getreidemaß Scheffel und das Viertel. Im großen oberen Saal boten einheimische und fremde Tuchmacher ihre Waren feil. Im Erdgeschoss befand sich die Salzniederlage bis etwa 1815, die in das Waidhaus verlagert wurde. Im Salzhaus brachte man im zweiten Stockwerk Militärgüter unter. Solange es nur einheimischen Nichthändlern erlaubt war, im Salzhaus einzukaufen, hing vor dem Haus der Markthut aus. Bis ins Jahr 1851 wurde das Salzhaus genutzt, danach wurde es abgetragen.
Mitte der 1990er-Jahre gab es Überlegungen, das Salzhaus wieder zu errichten. Zur 925-Jahr-Feier der Stadt 1996 wurde inmitten des Platzes ein Gerüst in der Grundform des Gebäudes aufgebaut und verkleidet. Man kam jedoch zum Schluss, dass das Bauensemble und die Funktion des Platzes als Bindeglied zwischen Altstadt und Gründerzeitviertel mit dem Bau zerstört werden würde.
Der Obermarkt diente hauptsächlich dem Getreidehandel. Um 1700 war die Zufuhr von Waren so groß, dass der Platz kaum noch reichte. Am 19. Juli 1804 drängten sich 754 Wagen voll mit Getreide auf dem Markt.

### Preußische Ära und Umbau im 19. Jahrhundert

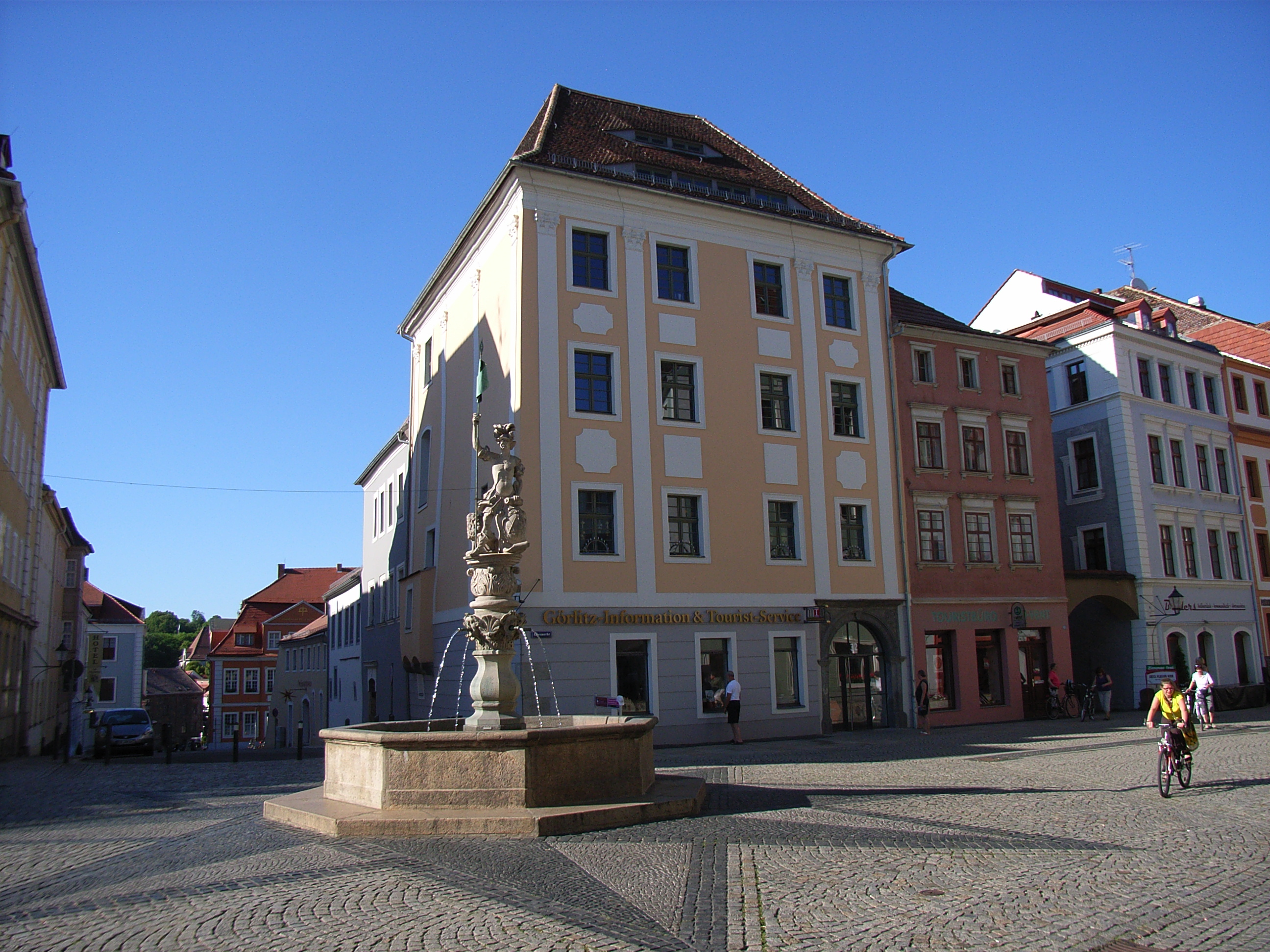
Georgsbrunnen, Blick in die Fleischerstraße und auf die Görlitz Information

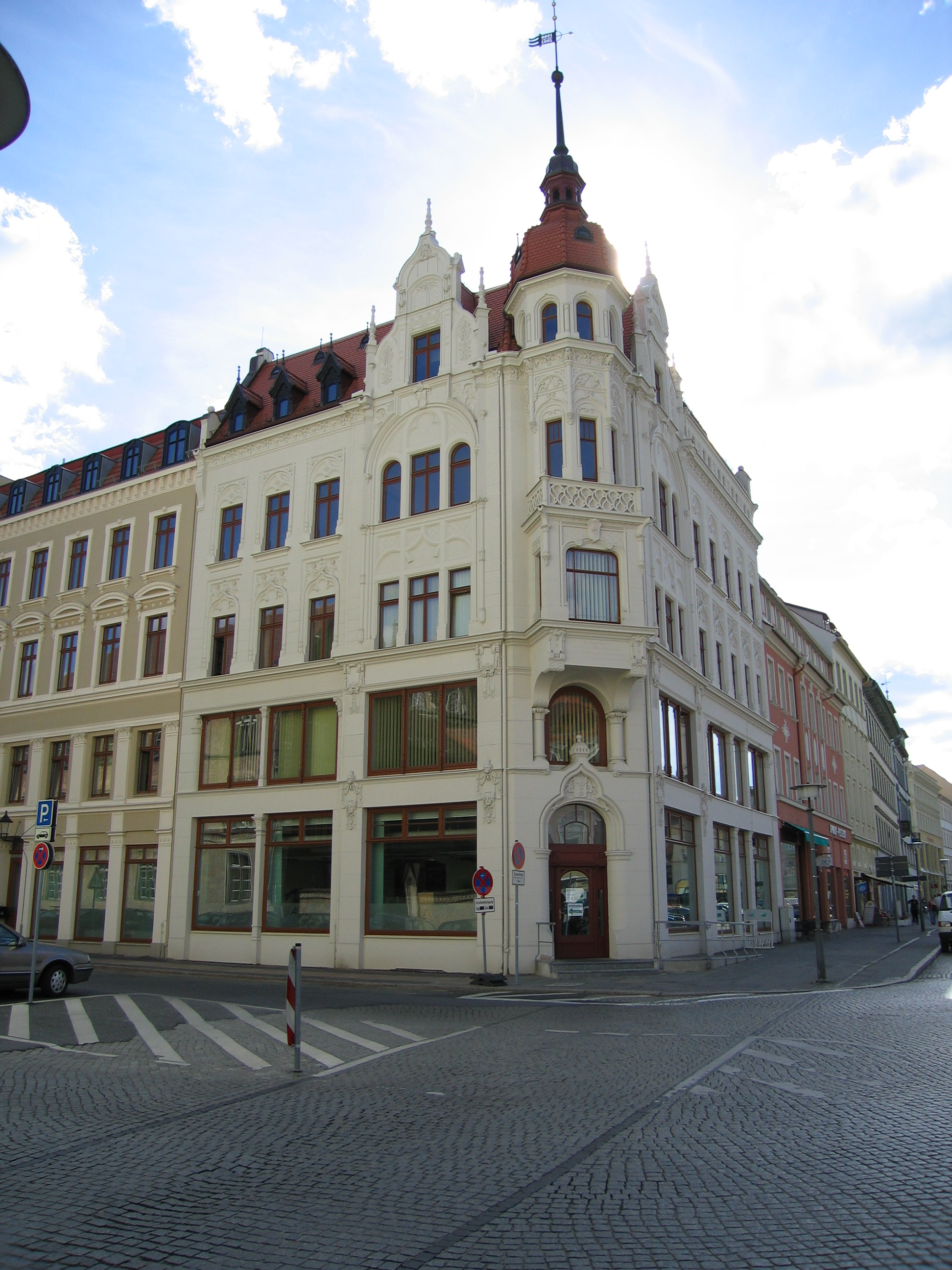
1900 errichteter Neubau an der Ecke Obermarkt/Klosterplatz

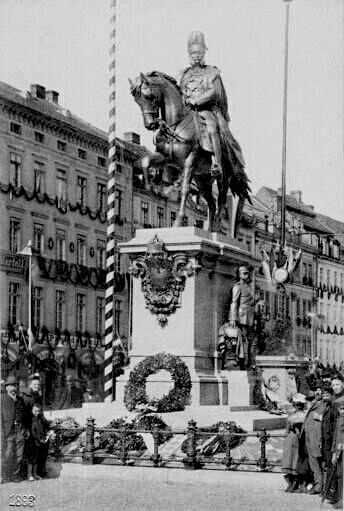
Einweihung des Reiterstandbildes Wilhelm I.

Nach der Teilung des Königreiches Sachsen infolge des Wiener Kongresses wechselte die östliche Oberlausitz vom sächsischen zum preußischen Staat und damit auch die Stadt Görlitz. Die Zu- und Abfuhr von Waren von der West- und Südoberlausitz bzw. in die diese Gebiete war durch die nun entstandene Grenze zwischen Preußen und Sachsen stark behindert. Erst mit der Einführung des Zollvereins am 1. Januar 1834 verbesserte sich die Lage wieder deutlich. Auf dem Markt standen wieder Händler wie Stricker, Strumpfverkäufer, Büttner, böhmische Bauern mit Holzbrettern, Anwohner vom Rothwasser mit ihren Schindeln, Leitern, Besen und zahlreichen anderen Produkten. Jedoch erholte sich das Handwerk nur kurz, bis es dann auf Grund der sich stark verändernden Wirtschaftsbedingungen um 1870 stark zurückging.
Westlich des Salzhauses stand von 1676 bis 1847 die Hauptwache. Sie wurde in den Jahren 1704 und 1740 erweitert. Von 1640 bis 1650 befand sich die Wache nördlich der Klosterkirche. Mit dem Ausbau des Kaisertrutzes durch die Preußen zog die Hauptwache und das Militärarsenal aus dem Salzhaus 1850 in den Kaisertrutz um.
Der aus dem Jahr 1590 stammende Georgsbrunnen war bis 1856 vor dem Goldenen Adler aufgestellt, danach wurde er vor die Schwibbogen versetzt. Der Schild Georgs mit dem kurfürstlich sächsischen Wappen trug vorher wohl das böhmische Wappenschild. Hier steht nur eine 1957/1958 von Werner Hempel gefertigte Kopie. Das Original befindet sich im Kulturhistorischen Museum. Es ist nicht sicher, ob die Brunnenfigur den Heiligen Georg oder einen Görlitzer Stadtknecht darstellt.
Auf der von Bränden weitgehend verschonten Südseite des Platzes blieben bis in das 19. Jahrhundert zahlreiche Gebäude aus dem 16. Jahrhundert erhalten, jedoch zum Großteil in einem ruinösen Zustand. Beispielhaft beschrieben wird die Veränderung der Häuser zwischen Klosterplatz und heutiger Steinstraße:
Der Tuchmacher Max Finster war gleichzeitig der Besitzer des 1722 von Sattler Michael Ulrich im mittelbarocken Stil errichteten Eckhauses Obermarkt/Klosterplatz (damals Obermarkt Nr. 1). Er erwarb 1898 zusätzlich das Nachbarhaus Obermarkt Nr. 2 und riss beide Gebäude ab. Auf dem  vergrößerten Grundstück errichtete er 1900 einen Neubau. Heute befindet sich in dem Eckhaus Obermarkt 1, 2 die Geschäftsstelle einer Krankenkasse.
Bereits 1804 wurde das Doppelhaus Obermarkt Nr. 3 vom Salzverwalter Christian Friedrich Görcke abgebrochen und durch einen breiteren Neubau ersetzt.
Dem barock erscheinenden Haus Nr. 4 wurde ein drittes Stockwerk aufgesetzt, es blieb aber sonst unverändert.
Haus Nr. 5, damals auch bekannt als das von Mollerstein-Zimmermannsche Haus hatte bis kurz nach 1800 drei große Straßengiebel mit Voluten und zwei gotischen Pforten. 1803 wurden zunächst die Giebel abgebrochen und durch ein Schindeldach ersetzt. 1837 errichtete der Riemermeister Immanuel Friedrich Zimmermann das Haus komplett neu. Es blieb nur das von Mollersteinsche Wappen erhalten.
Auch das Eckhaus Obermarkt/Steingasse (Nr. 6) war ein mit zwei großen Giebeln gekrönter Barockbau. Es wurde in dieser Form um 1680 errichtet. Dieses Haus verlor 1803 seine Giebel und wurde 1844 vom Kürschnermeister Ernst Friedrich Thorer von Grund auf neu errichtet.
Ähnlich verhielt es sich auch mit den Häusern in Richtung Kaisertrutz. Zwei Persönlichkeiten standen mit dem Platz in Verbindung: General von Winterfeldt, verwundet in der Schlacht von Moys, verstarb in der Nacht vom 7. auf den 8. September 1757 im Haus Obermarkt Nr. 11. Im Haus Obermarkt Nr. 8 eröffnete der Sattler Johann Christoph Lüders 1830 sein erstes Wagenbaugeschäft. Er zog 1849 mit seinem Geschäft in die Brunnenstraße um. Er gilt als Gründungsvater des noch existierenden Görlitzer Waggonbaus.
Kaiser Wilhelm II. kam am 18. Mai 1893 das erste Mal zu Besuch in die Neißestadt und enthüllte das Reiterstandbild Kaiser Wilhelms I. auf dem Obermarkt. Es befand sich in etwa in der Mitte des Platzes. Am 11. Mai 1939 wurde das Denkmal mit seinen drei Figuren auf den Wilhelmsplatz versetzt. Während des Zweiten Weltkrieges wurde es für Kriegszwecke eingeschmolzen.

### Beginn des 20. Jahrhunderts und Weimarer Republik

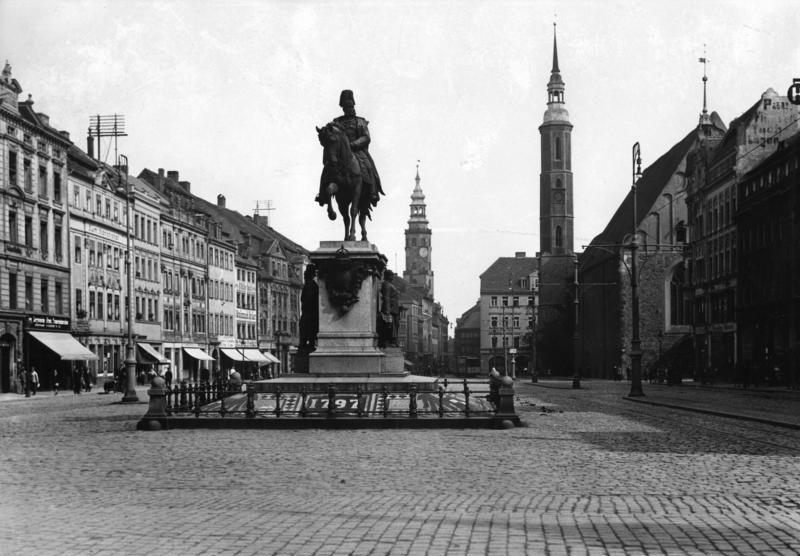
Obermarkt mit dem Reiterstandbild Kaiser Wilhelm I. um 1930

1909/10 wurde die Dreifaltigkeitskirche grundlegend saniert; der braunschweigische Künstler Adolf Quensen versah die Wände und Gewölbe mit romantisierenden Ausmalungen. Die einst schlichten Decken- und Wandverzierungen wichen üppigen und verspielten Malereien, heute gelten diese Malereien als erhaltenswerte Zeitzeugnisse für das nationale und religiöse Verständnis der damaligen Zeit.
Mit dem Beginn des Ersten Weltkrieges 1914 endeten auch die regelmäßigen Paraden der Görlitzer Garnisonstruppen auf dem Obermarkt. Die Soldaten zogen unter dem Jubel der Bevölkerung durch die Stadt zum Bahnhof. Am 9. November 1918 versammelte sich um 18 Uhr eine große Menschenmenge vor dem Kaisertrutz, der damaligen Hauptwache. Sie befreite die Militärgefangenen aus der Hauptwache, ohne dass die Diensthabenden dies verhindern konnten. Auf dem Kaisertrutz wehte am Ende des Tages die rote Fahne. Am Tag darauf, Sonntag dem 10. September 1918 um 13 Uhr sprach der Reichstagsabgeordnete Paul Taubadel (SPD, für Görlitz-Lauban seit 1912 im Reichstag) auf dem Obermarkt zu zahlreichen Görlitzern. Auch Reinhold Bähr (USPD) und Soldat Krüger zählten zu den Rednern. Am 1. Mai 1919 begingen tausende Menschen den ersten Maiumzug nach dem Ende des Kaiserreiches. In den Goldenen Zwanzigern bot das Haus Nummer 24 dem neuen Volkskabarett zum Mönch eine neue Heimstätte. Man unterhielt das Publikum mit Seitenhieben auf rüpelhafte Inflationsgewinnler und die prüde Reglementierung der Bademode. Die schärfere politische Satire empfand das Publikum wohl als unpassend. Beliebter waren schmachtende Tangosänger und dezente Anzüglichkeiten. Der Höhepunkt dieser Jahre war die Oberlausitzer Festwoche vom 3. bis zum 10. Juli 1927. Der Umzug mit über 70 Wagen, darunter Militärvereine, Post, Feuerwehr, Handwerkergruppen, ein Bierwagen der Landskronbrauerei, Turner und Sportler sowie Wagen des Automobilklubs   wurde von tausenden Bürgern bewundert. Auf der Bühne auf dem Obermarkt boten allabendlich ab 20:30 Uhr die Sportler und Turner Vorführungen dar. Auch ein Musikkorps der Reichswehr vom III. Bataillon des 8. Infanterieregiments unter Heinrich Junghans spielte auf und erinnerte an frühere Militärparaden auf dem Platz. Ein weiterer Höhepunkt war die farbige Anstrahlung des Reichenbacher Turmes und des Kaisertrutzes am Abend.
Im September 1928 kam Reichspräsident Paul von Hindenburg auf seinem Besuch in Görlitz auch auf den Obermarkt. Von den Anwohnern wurde er mit den alten schwarz-rot-weißen Reichsfahne begrüßt. Nur auf den öffentlichen Gebäuden wehte die schwarz-rot-goldene Flagge der Republik. Einige Jahre später mit der Machtergreifung Hitlers verschwanden die Reichsfahnen endgültig auf den Dachböden der Anwohner, wo sie einige Jahrzehnte später wiederentdeckt wurden.

### Nationalsozialismus und Zweiter Weltkrieg
Auf dem Platz wehten nach der Machtergreifung Hitlers am 30. Januar 1933 immer mehr Hakenkreuzfahnen auch aus Fenstern von Privatwohnungen und Ladengeschäften. Mit der Wiedereinführung der Wehrpflicht 1935 entstand aus dem Görlitzer Reichswehrbataillon das Infanterie-Regiment 30 Görlitz-Lauban; die Dreifaltigkeitskirche diente als evangelische Garnisonskirche. Vom 24. bis 27. Juni 1937 erschien auf dem Platz der „Antikominternzug“ mit der NS-Propaganda-Wanderausstellung Weltfeind Nr. 1 – Der Bolschewismus. Nicht nur der linke politische Flügel litt unter der NS-Herrschaft, sondern auch die Görlitzer Juden. Auf dem Obermarkt betraf dies zahlreiche Einzelhändler, die im Rahmen der „Arisierung“ ihre Geschäfte weit unter Wert verkaufen oder schließen mussten. So übernahm Otto Klau den Herrenkonfektionsladen von Jakob Abramowitz (Obermarkt 11), Paul Rother den Herren- und Damenkonfektionsladen von Richard Dresel (Obermarkt 3), Fritz Behrendt den Schuhwarenladen von Paul Kafka (Obermarkt Ecke Steinstraße) und die Firma Bahr und Söhne das Herren- und Damengarderobengeschäft von den Gebrüdern Meirowsky (Obermarkt 7). Das Herrenkonfektionsgeschäft von Artur Dresel (Obermarkt 6) schloss. Artur Dresel war ein prominenter und engagierter Sozialdemokrat, der zahlreiche städtische Ehrenämter übernommen hatte. Er wurde beschuldigt, einen jugendlichen Kunden bei der Anprobe sexuell belästigt zu haben. Die Oberlausitzer Tagespost und Der Stürmer überschlugen sich in Unterstellungen und Erfindungen, die nach einem Prozess, der mit einem Freispruch für Dresel endete, alle zusammenbrachen und eine Blamage für die Drahtzieher bedeuteten. Artur Dresel wurde trotz Freispruch in das Gerichtsgefängnis Breslau eingeliefert, in dem er angeblich kurz darauf seinem Leben selbst ein Ende setzte. Bei einem Gerichtsprozess 1948 in Bautzen kam heraus, dass ein missgünstiger Handwerker aus der Nachbarschaft Dresel denunziert hatte.

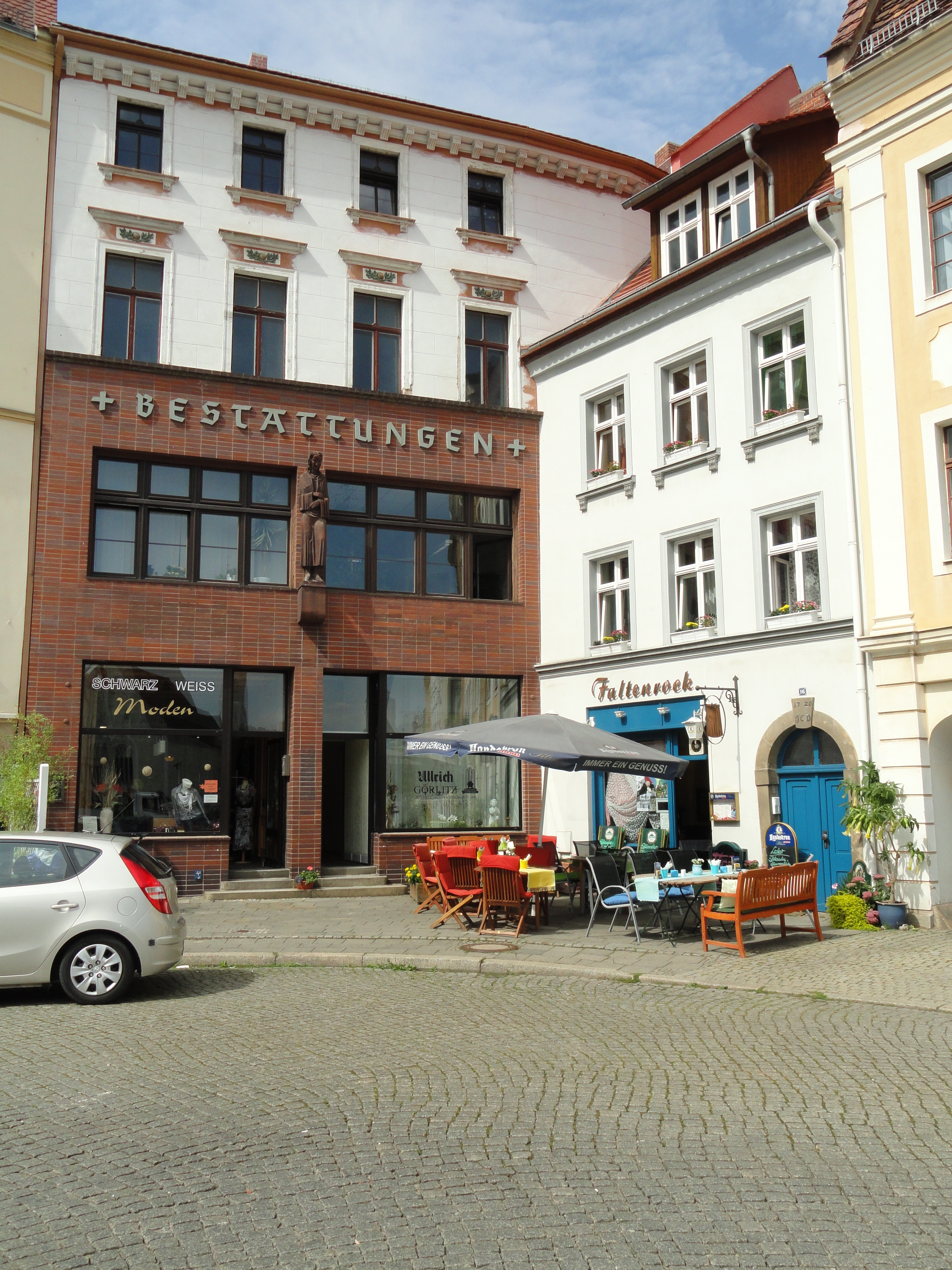
Das Haus Obermarkt Nr. 15

Die 1893 durch Marie Ullrich (geb. Opitz) und ihrem Ehemann Oskar Ullrich gegründete Bestattungsanstalt Zum Frieden übernahm 1914 Max Opitz, der Sohn der Gründerin. Dieser ließ 1936 die Fassade des Firmensitzes Obermarkt 15 nach dem Zeitgeschmack durch den Görlitzer Bildhauer Heinz Grunwald umgestalten. Er verwendete einheimisches Kunsthandwerk und heimische Materialien und versah die Fassade mit glasierten rot-braunen Klinkern. Eine überlebensgroße trauernde Frauenfigur stellte er auf einen Vorsprung in Höhe der ersten Etage zwischen den beiden Eingängen zur Bestattungsfirma Ullrich und dem Adler-Volksversicherungsverein. Links neben dem Schaufenster des Bestattungsservice wurde in Augenhöhe ein Bronzerelief mit Figuren aus der Sage vom Nachtschmied angebracht. Der Schmied der Sage wohnte und arbeitete im Haus Obermarkt 14. Die glänzend rot-braun verklinkerte Fassade ist ein eigenwilliger Blickfang an der Nordwestseite des Platzes.
Ende der 1930er-Jahre begann man in der Stadt mit der Umgestaltung zahlreicher Plätze. Begonnen wurde 1939 mit dem Obermarkt. Man wünschte sich damals großräumige, klar gegliederte Flächen, die das architektonische Gesamtbild des Platzes unterstützen sollten. Man wollte Raum für Aufmärsche und Großveranstaltung gewinnen sowie den Autoverkehr besser regeln. Auf dem alten Platz stand das Reiterstandbild Wilhelms I. verloren in der weiten Platzmitte, und der Verkehr floss ungeordnet über das unebene Pflaster um die Straßenbahngleise zum Untermarkt. Nach der Umgestaltung präsentierte sich der Platz in neuer Gestalt. Er hatte breitere Gehwege mit kleinteiligem Plattenbelag bekommen, die Straßen und Marktflächen wurden mit Granitsteinen gepflastert, das Reiterstandbild wurde auf den Wilhelmsplatz versetzt und man ersetzte die Gaslaternen durch elektrische Lampen in sachlicher Laternenform. Die Straßenbahnlinie zum Untermarkt wurde stillgelegt. Die neuangelegte Straße führte rund um den Platz mit Abzweigungen zur Breiten Straße, Brüderstraße, Fleischerstraße, Steinstraße sowie zum Demianiplatz und Klosterplatz. Zwei Straßen durchschnitten die Marktfläche in der Mitte von Nord nach Süd, in Höhe des Klosterplatzes und von der Breiten Straße zur Steinstraße.
Am 6. Oktober 1940 fand auf dem Platz die Siegesparade der in Görlitz stationierten Bataillone des Infanterie-Regiments 30 der 18. Infanterie-Division statt. Sie waren nach den Feldzügen gegen Polen und Frankreich kurzzeitig in die Görlitzer Garnison zurückgekehrt. Zwischen dem Reichenbacher Turm und dem Eckhaus zum Demianiplatz war eine Ehrenpforte mit zahlreichen Hakenkreuzfahnen errichtet worden. In den Folgejahren mussten die Fenster aus Luftschutzgründen verdunkelt werden, die Lebensmittel- und die Reichskleiderkarte hielten Einzug in das Leben der Bürger und Schüler in Jungvolkuniformen sammelten für das Winterhilfswerk. Schüler der Schule am Klosterplatz wurden ab dem 10. Schuljahr als Flakhelfer nach Dessau und Berlin beordert und ältere Schüler in die Wehrmacht oder zur Waffen-SS eingezogen.
Aber auch Widerstand gegen das NS-Regime gab es auf dem Obermarkt. Im Haus Nr. 15 von Max Opitz, dem Besitzer des Bestattungsinstitutes Ullrich, kamen frühere leitende Sozialdemokraten unter. Unter ihnen befanden sich Studienrat Paul Gatter (1933 aus dem Schuldienst am Gymnasium Augustum am Klosterplatz entlassen), Hermann Arndt, Fritz Biermann, Dr. Schiller von der Freireligiösen Gemeinde und Wilhelm Baumgart, ehemaliger SPD-Ortsvereinsvorsitzender. Unter der Leitung Wilhelm Baumgarts fertigten die Mitglieder dieser Gruppe Flugblätter an und holten Material aus der besetzten Tschechoslowakei. Ihre Verbindungen reichten bis nach Kohlfurt, Lauban, Marklissa, Sprottau, Sagan und Glogau. Man unterstützte französische Kriegsgefangene und hörte ausländische Radiosendungen, um einen realen Eindruck der Kriegslage zu bekommen. Als Tarnung der Gruppe diente ein Werbeunternehmen für die Wochenzeitung Grüne Post. Viele andere vor den Nazis Hilfe Suchende fanden den Weg zum Obermarkt 15. Der zur Widerstandsgruppe gehörende Sozialdemokrat Willy Leisten wurde in der zweiten deutschen Diktatur Opfer stalinistischer Verfolgungen und beschloss sein Leben in einem sowjetischen Gulag.
Der Platz blieb wie die Stadt weitgehend vom Krieg verschont. Das Eckhaus an der Fleischerstraße (Obermarkt 31, ehemalige Löwenapotheke) sowie dessen Nachbarhäuser wurden als einzige auf dem Obermarkt zerstört.

### Nachkriegsjahre
Nach dem Zweiten Weltkrieg gehörte Görlitz zur sowjetischen Besatzungszone bzw. zur 1949 gegründeten DDR. Am 1. Mai 1946 versammelten sich bis zu 10.000 Menschen, darunter Betriebsbelegschaften, Schüler und Mitglieder der neugegründeten Parteien zu einer Großkundgebung auf dem Obermarkt. Einige von ihnen führten Transparente mit sich, auf denen z. B. „Nie wieder Krieg“ oder „Frieden – Einheit – Aufbau“ zu lesen war. Der Platz wurde für diese Großkundgebung mit großen roten Fahnen geschmückt. Zeitzeugen berichten, dass man den roten Fahnen ihre längere Nutzung ansah und in der Mitte kreisrunde dunkelrote Felder zu sehen waren, was darauf schließen lässt, dass man lediglich die Nazi-Symbole von den alten Hakenkreuzfahnen entfernt hatte.

### DDR-Zeit und politische Wende

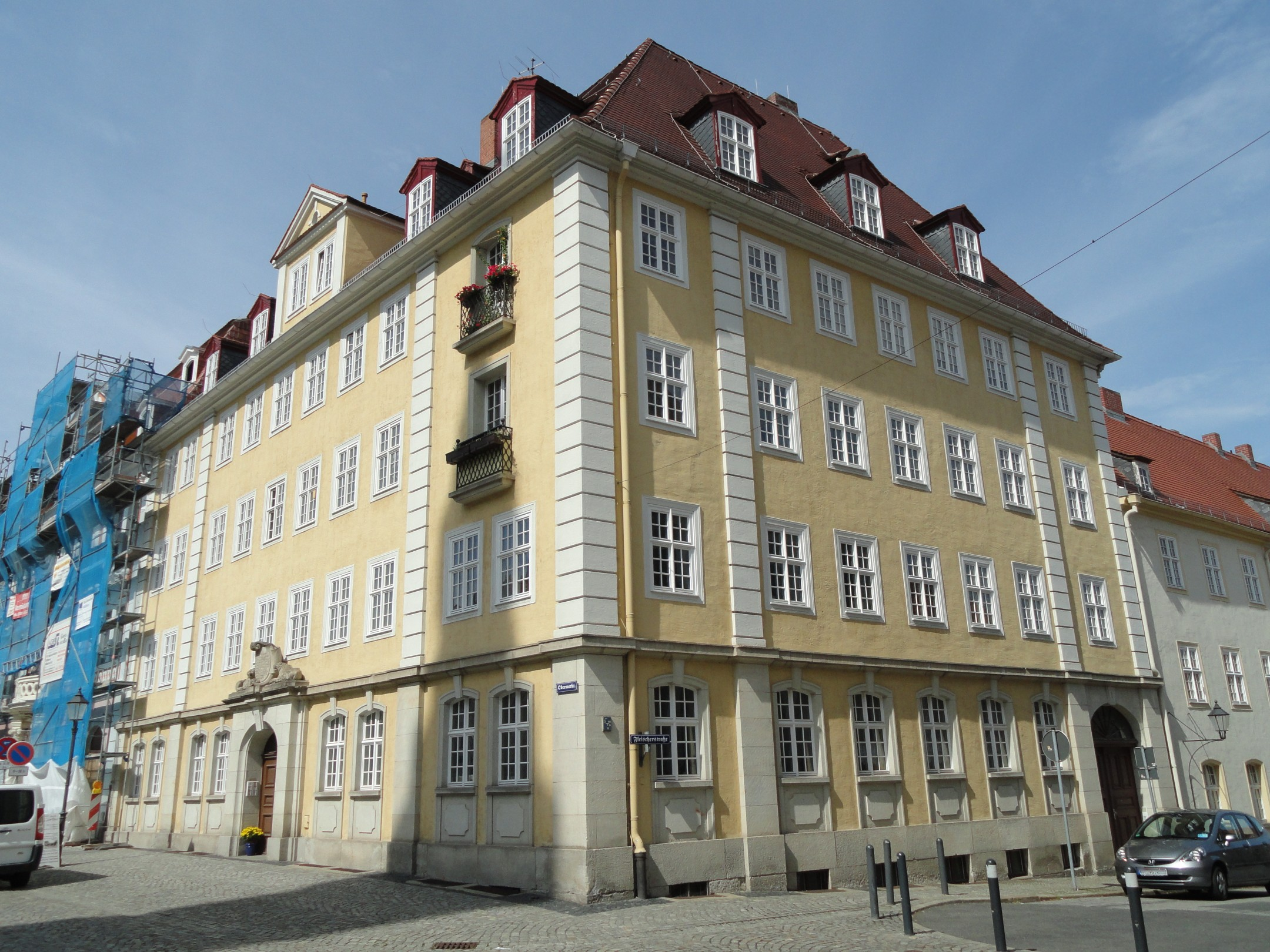
Der 1953/54 errichtete Neubau, Obermarkt 30 Ecke Fleischerstraße

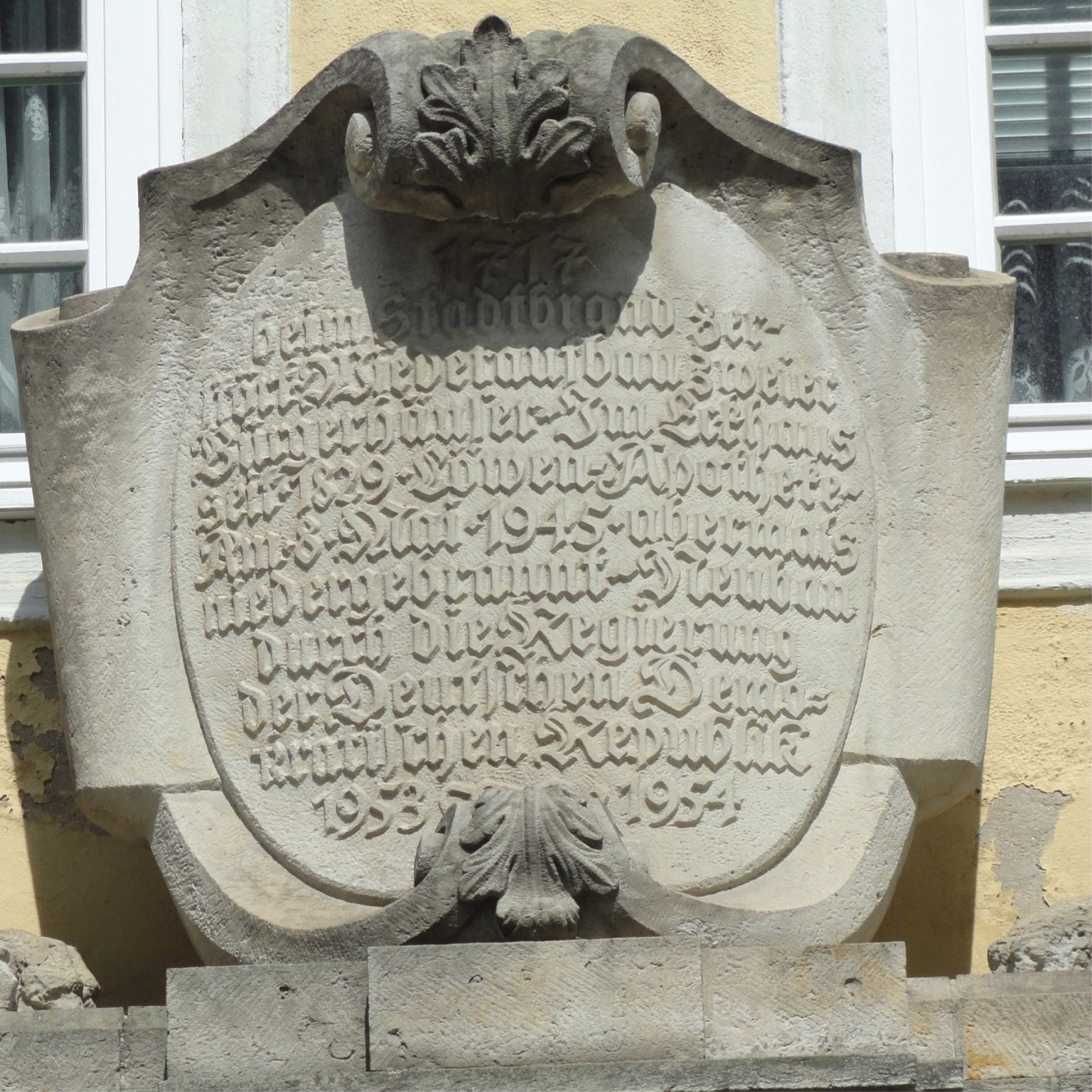
Inschrift des Wappenschildes über dem Eingang am Haus Obermarkt 30

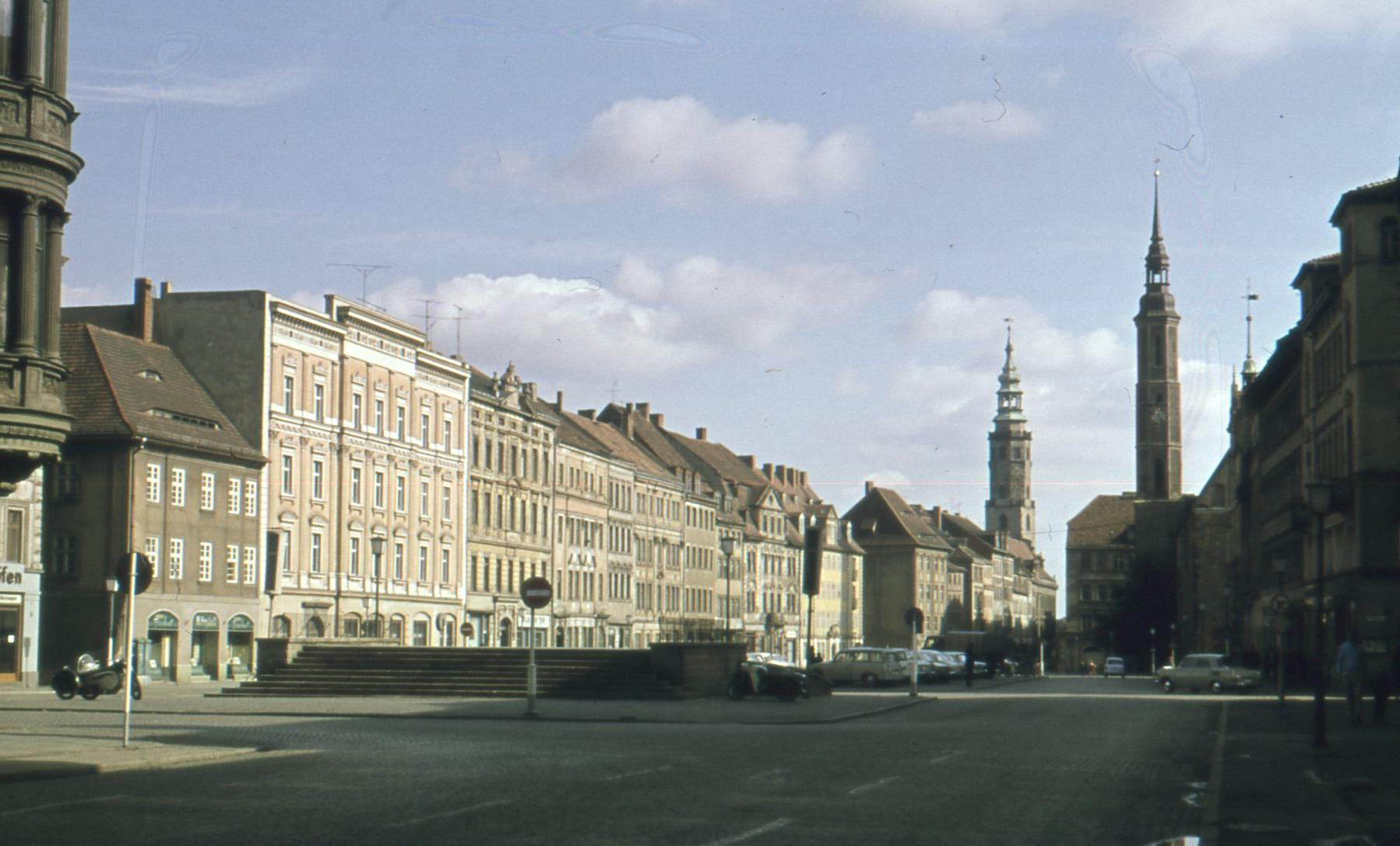
Tribüne auf der westlichen Platzhälfte

Der Obermarkt zählte in den ersten Nachkriegsjahren so viele Bewohner wie nie zuvor in seiner Geschichte. Er bot laut Görlitzer Adressbuch 1949/50 in 32 Häusern mit meist drei Etagen 245 Mietparteien (ausgenommen Gewerbemieter) ein zu Hause. In einigen Häusern wohnten bis zu 34 Mietparteien (z. B. Obermarkt 5). Mehrere Mietparteien teilten sich oft eine Wohnung. Unter den Mietern waren zahlreiche Flüchtlinge aus der Görlitzer Ostvorstadt jenseits der Neiße bzw. den schlesischen Gebieten östlich der Neiße. Aus dem gleichen Adressbuch kann man auch entnehmen, dass die gewerblichen Mieter zum großen Teil noch die gleichen geblieben waren, darunter der Fahrrad-, Nähmaschinen- und Beleuchtungskörperhandel Dürsel, der Eisenwarenhandel Herrmann, Sanitär Jüttner, das Pelzhaus Scholich, der Schuhhandel Behrendt, das Bekleidungshaus Bahr, die Fleischerei Neumann, das Hotel „Weißes Roß“, der Ofenbau Kahle, das Resi-Kabarett, die Gold- und Silberwarenhandel Bauer sowie Höer, der Lederwarenladen Bartsch und die Eiskonditorei Bianchi. Ein von den Nazis vertriebener jüdischer Mieter kehrte auch zurück. Die Textilwarenhandlung Abramowitz wurde auf dem Obermarkt 11 wiedereröffnet.
Auch die sichtbaren Kriegsschäden verschwanden Anfang der 1950er-Jahre. Das Haus Nr. 24 bekam ein provisorisches Dach und die zerstörten Häuser Obermarkt Ecke Fleischerstraße wurden durch einen Neubau ersetzt. Der Neubau fügt sich behutsam mit seinen barocken, aber auch modernen Stilelementen in das Gesamtbild des Platzes ein. Erst bei genauerem Hinsehen entdeckt der Betrachter Anhaltspunkte, die für einen Neubau sprechen, z. B anhand der Inschrift des Wappenschildes über dem Eingang am Obermarkt. Auf dem Wappenschild steht folgendes geschrieben: „1717 beim Stadtbrand zerstört Wiederaufbau zweier Bürgerhäuser Im Eckhaus seit 1829 Löwen-Apotheke Am 8. Mai 1945 abermals niedergebrannt – Neubau durch die Regierung der Deutschen Demokratischen Republik 1953 1954“.
Am 11. Oktober 1950, kurz vor den Volkskammerwahlen sprach seit langem wieder einmal ein Staatsoberhaupt zu den Görlitzern. Der damalige Präsident Wilhelm Pieck hielt auf dem Obermarkt eine Rede und wies besonders auf die Hilfsmaßnahmen für die Industrie, Schulen und Neubürger hin. An der Westseite des Platzes errichtete man Mitte der 1950er-Jahre eine neunstufige, steinerne Tribüne mit breiter Standfläche. Die Tribüne sollte jedoch nur etwa 20 Jahre auf dem Platz stehen, danach wurde sie abgetragen, weil die Maiumzüge nun auf dem Postplatz (damals: Platz der Befreiung) stattfanden. Auf dem Platz fanden jedoch weiterhin große Veranstaltungen statt, so z. B die Görlitzer Musikwochen in den 1950ern, Feste des Friedens und der Völkerfreundschaft mit deutschen, polnischen und tschechoslowakischen Chören, Tanzgruppen und Orchestern sowie zahlreiche sportliche Veranstaltungen. Besonders beliebt waren die internationalen Fahrradrennen, wie die Friedensfahrt. Hier errang beispielsweise Bernhard Trefflich 1953 den ersten Etappensieg für die DDR. Kurz davor hielt Erich Honecker, damals noch als Vorsitzender der Freien Deutschen Jugend (FDJ), auf dem Markt seine erste und einzige Rede in Görlitz. Zwei Jahre später war dann Täve Schur im gelben Trikots zu erleben. 1967 fanden die gewerkschaftlichen Arbeiterfestspiele auf dem Platz statt. Dafür wurde extra eine große Bühne auf der Ostseite des Platzes aufgestellt.

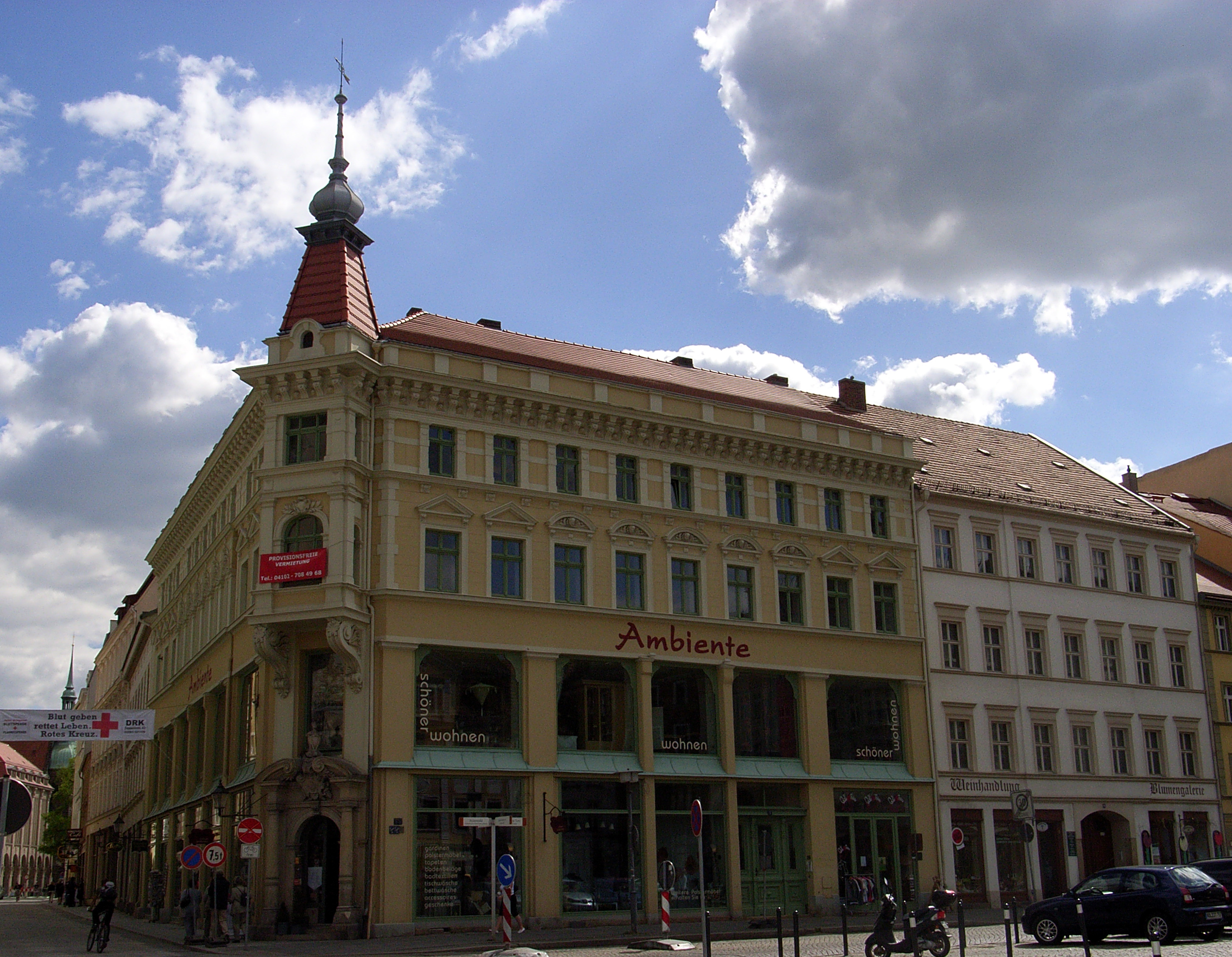
Eckhaus Obermarkt 7, früher An- und Verkauf, heute Raumausstatter

In den 1950er-Jahren kam es zur Umbenennung zahlreicher Straßen und Plätze, auch der Obermarkt blieb nicht verschont. Aus einer Akte im Stadtarchiv wird ersichtlich, dass am 23. August 1950 ein Vorschlag unterbreitet wurde, den Obermarkt in Leninplatz umzubenennen. Die Umbenennung geschah offiziell ab dem 1. Januar 1951, fand jedoch im Sprachgebrauch vieler Görlitzer nie Einzug. Es mag wohl auch an der fehlenden Logik gelegen haben, denn nun gab es zwar noch einen Untermarkt, aber keinen Obermarkt mehr. Zum 100. Geburtstag Wladimir Iljitsch Lenins 1970 wurde gegen die Bedenken der Denkmalpfleger am Reichenbacher Turm eine Gedenktafel und ein Lenin Porträtrelief angebracht. Auf der Lenin-Gedenktafel stand folgendes geschrieben: „Leninplatz zu Ehren des Begründers des Sowjetstaates und Führers des Weltproletariats Wladimir Iljitsch Lenin 1870–1924 Anlässlich seines 100. Geburtstages 22. April 1970“. Am 1. Mai 1990 wurde dem Platz, laut einem Beschluss der Stadtverordnetenversammlung vom 21. Februar 1990, offiziell sein alter Name zurückverliehen. Am 27. April des gleichen Jahres wurde die Lenin-Gedenktafel und das Relief vom Reichenbacher Turm abmontiert und kam in den Fundus der Städtischen Kunstsammlung.
Am 17. Juni 1953 fanden auch in Görlitz, wie in vielen anderen Städten der DDR, Demonstrationen statt. Neben dem Untermarkt, Postplatz (damals: Platz der Befreiung) und der James-von-Moltke-Straße war auch der Obermarkt (damals: Leninplatz) ein Ort der Geschehnisse. Am Vor- und Nachmittag drängten sich auf dem Platz mehrere Tausend Demonstranten aus Großbetrieben, Schulen oder Familien. Die unterschiedlichsten Gruppierungen forderten unter anderem Normkorrekturen, Preissenkungen, Neuwahlen, Glaubensfreiheit und ein breiteres Warenangebot. Später wurden die Geschehnisse schamhaft verschwiegen oder heruntergespielt. Zu den Opfern des 17. Juni zählt auch der Radiomechaniker Artur Hellwig, der auf dem Obermarkt ein Rundfunkelektronikgeschäft betrieb. Er stellte den Demonstranten nach deren Drängen eine Lautsprecheranlage zur Verfügung und erhielt dafür eine zehnjährige Haftstrafe. Sein jüngerer Mitarbeiter Horst Kanzog bekam eine Strafe von sechs Jahren. Der 17. Juni fügt sich in eine Reihe von Umwürfen oder Umsturzversuchen in der Stadt ein. Begonnen 1527 mit dem Tuchmacheraufstand, weiter über den revolutionären Umsturzversuch 1848 und die Revolution 1918 sollte 1989 vorerst der letzte Aufstand das Ende der DDR einläuten.

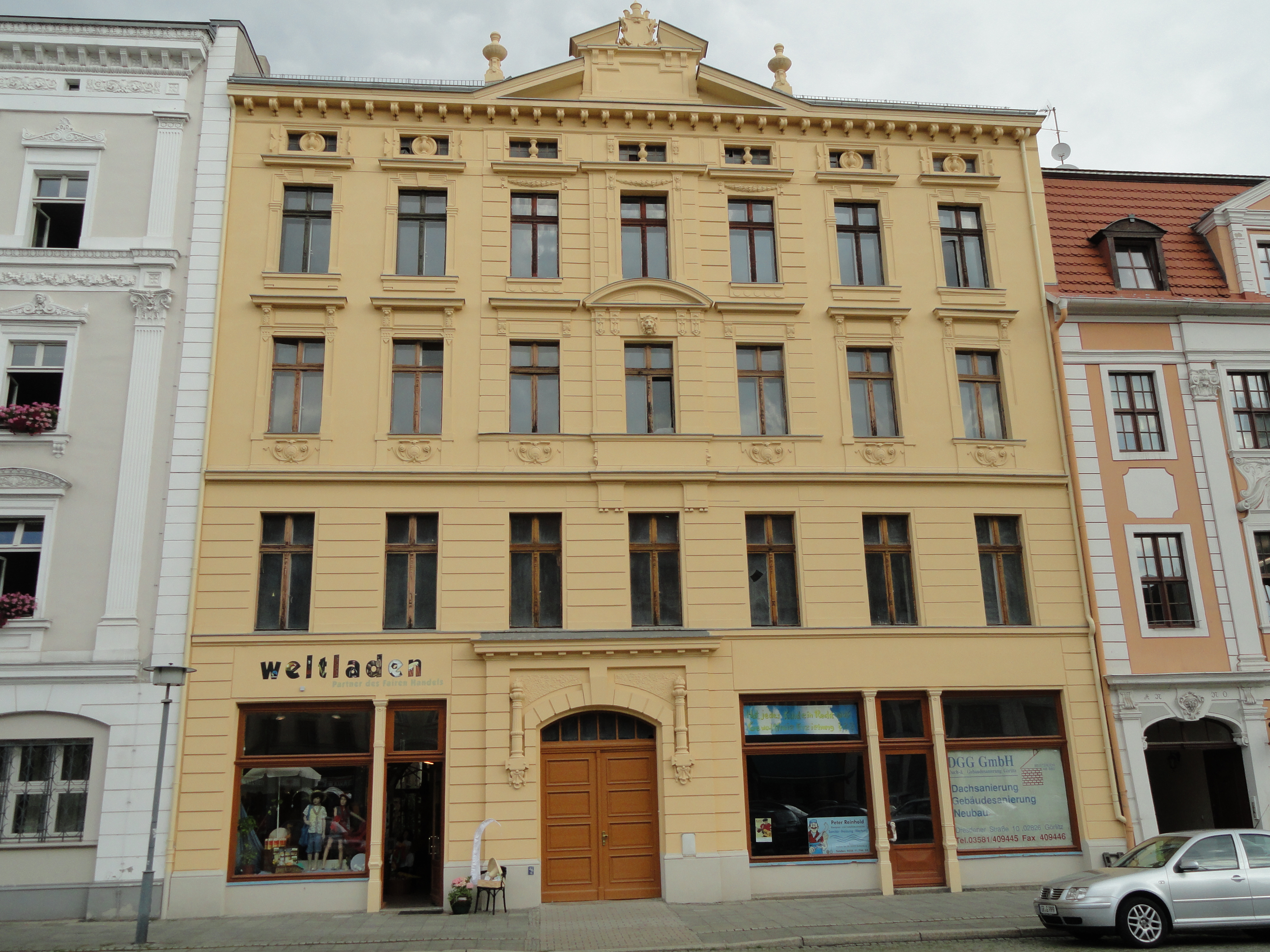
Obermarkt 23, rechts befand sich das Geschäft Bild und Ton. Der Schriftzug war bis zur Sanierung der Fassade noch zu lesen.

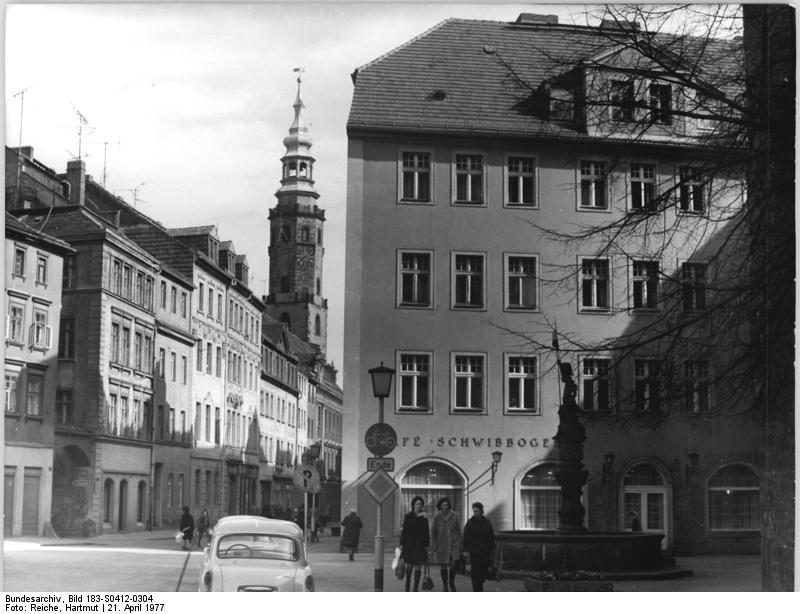
Georgsbrunnen vor dem Schwibbogen im Jahr 1977

In den 1970/80er-Jahren wurde der vernachlässigten, historischen Bausubstanz wieder mehr Beachtung geschenkt. Man brachte einen Großteil der Fassaden und Dächer in Ordnung um Touristengruppen ein ansprechendes Bild des Architekturerbes der Stadt präsentieren zu können. 1976 eröffnete im Haus Nummer 29 („Napoleon-Haus“) die Görlitz Information. Vom Balkon dieses Hauses soll Napoleon am 20. August 1813 eine Truppenparade abgenommen haben. Auf weitere bedeutende Gäste in diesem Haus verweist eine Tafel an der Fassade des Hauses. Mittlerweile ist die Tourist-Information einige Häuser weiter in Richtung Brüderstraße im Haus Nummer 32 untergebracht. Die Ladendichte ging in den 1970er- und 1980er-Jahren zurück. Dennoch lud der Platz noch mit einigen Läden zum Einkauf ein, darunter befanden sich z. B. Bild und Ton (Obermarkt 23), Elektro (Installation und Reparaturen, Eckhaus zum Klosterplatz) sowie An- und Verkauf (Obermarkt 7). In dem Haus Nummer 26 waren gesellschafts-politische Organisationen, wie der Kulturbund, die Urania – Gesellschaft zur Verbreitung wissenschaftlicher Kenntnisse und die Gesellschaft für Deutsch-Sowjetische Freundschaft untergebracht. Zur 900-Jahr-Feier der Stadt 1971 eröffnete eine Görlitzer Institution im südlichen Eckhaus zur Brüderstraße (Obermarkt 34) – das „Café Schwibbogen“. Im früheren Hotel „Weißes Roß“ war nun ein Studentenwohnheim eingezogen.
Im Oktober 1989 wehten das letzte Mal die Fahnen der DDR zum Altstadtfest auf dem Obermarkt. Viele Privatleute hatten sich 40 Jahre unter der SED-Herrschaft mit viel Fleiß und Einsatzbereitschaft darum bemüht, dem Platz ein sehenswertes und lebendiges Antlitz zu verleihen. Auch die Dreifaltigkeitskirche unter Pfarrer Friedrich Ilgner öffnete ihre Tore und lud die Bürger zu Gesprächsforen ein. Im November 1989 zogen die Demonstranten der friedlichen Revolution über den Obermarkt hin zu den Stadtobersten im Görlitzer Rathaus.

### 1990er bis heute
Am 27. September 1990 sprach Helmut Kohl am Obermarkt zu einer begeisterten Menschenmenge. Der damalige Bundeskanzler nahm vor seiner Rede noch ein fünfminütiges Bad in der Menge. Laut Dresdner Morgenpost sollen 25.000 Menschen auf dem Platz Kohls Rede verfolgt haben. Es wehten schwarz-rot-goldene Flaggen schon ohne DDR-Emblem und die gold-weiße niederschlesische Fahne. Helmut Kohl soll sich erkundigt haben, was diese gold-weiße Fahne für eine Bedeutung habe und eröffnete dann seine Rede mit den Worten: „Liebe Niederschlesier“. Er hielt in den folgenden Jahren noch zwei Reden in Görlitz, diese jedoch an kleineren Veranstaltungsorten. Am 24. November 1990 folgte dem CDU-Politiker der SPD-Vorsitzende Willy Brandt. Görlitz galt bis 1933 als Hochburg der Sozialdemokratie. Brandt musste sich jedoch mit einer wesentlich kleineren Teilnehmerzahl begnügen.
Die Wende und damit den härteren Wettbewerb der Marktwirtschaft überstanden nur wenige Gewerbemieter auf dem Platz. Dazu gehörte das Bestattungsinstitut Ullrich, die Fleischerei Gruske und die Gastwirtschaften Zum Nachtschmied und Café Schwibbogen. Die Bestattungsfirma Ullrich war nun das älteste Unternehmen auf dem Obermarkt. Es fanden sich aber auch zahlreiche neue Mieter, darunter einige Gaststätten und Cafés, ein Blumenladen, ein Raumausstatter, ein kleiner Lebensmittelladen, eine Krankenkasse und andere Gewerbe. Einige schafften es nur wenige Jahre, so z. B. Sport-Petzold und Spielwaren Zippel. Dieser Laden mit der Inhaberin und Verkäuferin Gisela Zippel galt vielen Görlitzern als Institution. Sie zog 1993 von der Schulstraße Ecke Berliner Straße auf den Obermarkt und schloss ihr Geschäft nach ihrem Ruhestand und 60 Jahren Geschäftstätigkeit im Jahr 1997. Auch die Anzahl der Wohnungsmieter ging trotz zunehmend gutem Sanierungszustand zurück. Dies lag auch am Rückgang der Einwohnerzahl in der gesamten Stadt, aber wohl auch an der Lärmbelästigung durch den Verkehr und die großen Parkflächen auf dem Platz. Der Obermarkt ist jedoch nach wie vor Ausgangspunkt und Tor in die Görlitzer Altstadt, sowie Ort zahlreicher Veranstaltungen, zum Beispiel des Straßentheaterfestivals Via-Thea, des Schlesischen Tippelmarkts, Teilen des Christkindelmarktes und des Görlitzer Altstadtfestes.

## Bebauung

### Napoleonhaus

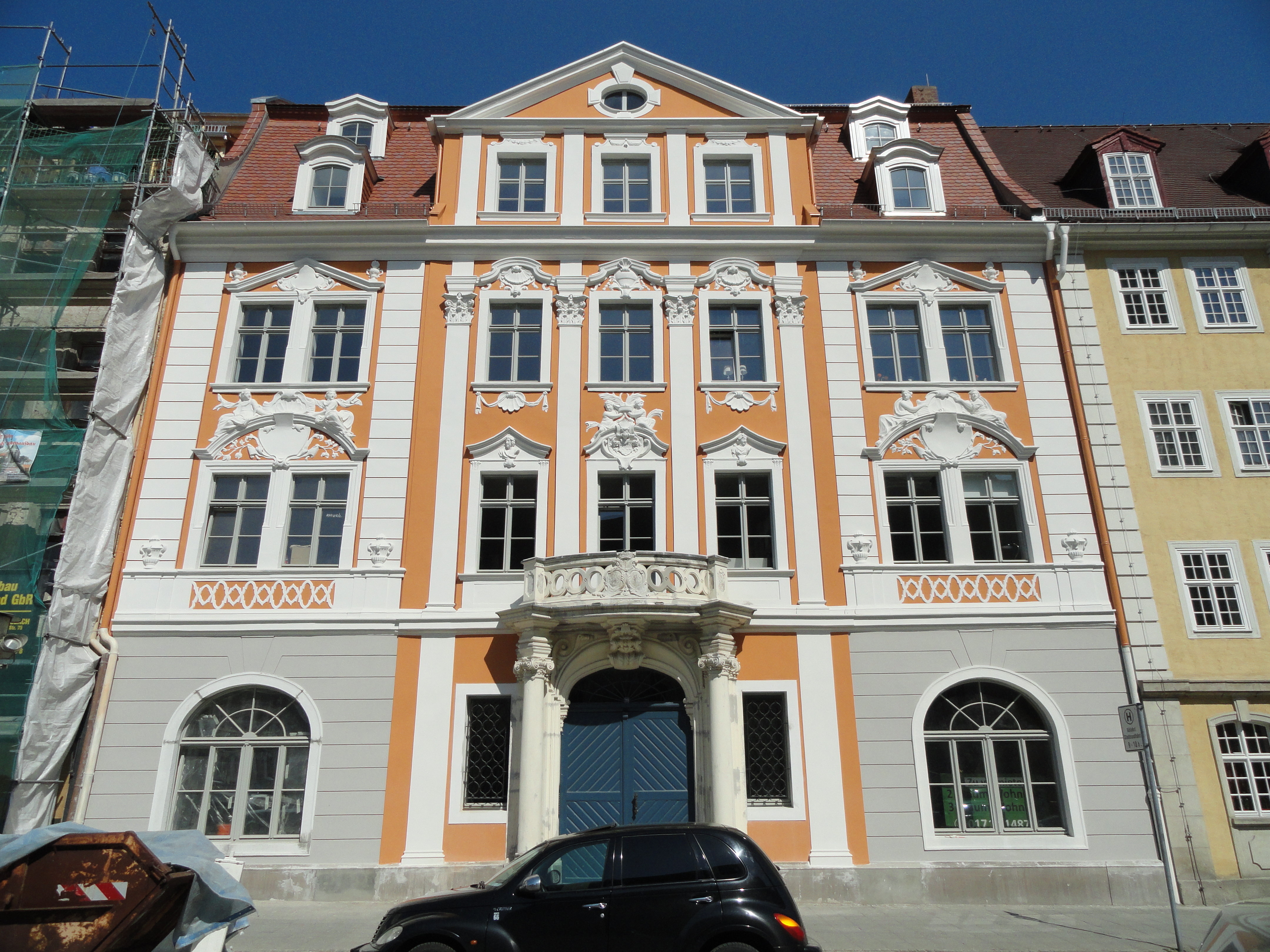
Das Napoleonhaus (Obermarkt 29)

Das Barockhaus Obermarkt 29, auch als  Napoleon-Haus oder Nostitzsches Haus bekannt, gilt dank seiner vornehmen Achsenteilung, dem geschwungenen Balkon in der ersten Etage, der sich auf zwei über Eck gestellte das Portal flankierende Säulen abstützt und dem umfangreichen Figurenschmuck als der bedeutendste Barockbau auf dem Platz. Die vier Pilaster in der Mitte der Fassade stützen mit ihren  Stuckkapitellen optisch den dreieckigen Giebel mit einem Ochsenauge an der Giebelspitze. Die Fenstergiebel des ersten und zweiten Stocks sind reich mit barocken Stilelementen verziert. Die bei der Restaurierung durchgeführten Untersuchungen am Bauwerk ergaben, dass der Fassadenschmuck anfangs nur aufgemalt war und der Stuckdekor erst in den Jahren 1719 und 1722 angebracht wurde. Das Haus wurde 1718 von Johann Wilhelm Schaumburg, einem Kaufmann aus Berlin nach dem Stadtbrand 1717 in seiner heutigen Form errichtet. 1802/03 erwarb Karl Gottlob Anton das Haus als Sitz der Oberlausitzischen Gesellschaft der Wissenschaften. Doch schon 1810 verkaufte man das Haus wieder, da dort der Platz nicht für die Buchbestände ausreichte. 1822 gelangte das Haus an die öffentliche Hand, die dort ein Steueramt einrichtete. 1880 wurde das Haus wieder an privat veräußert. Von 1974 bis 1976 wurde das Haus restauriert und 1976 zog die Görlitz-Information ein, die bis 2004 dort blieb. Bei der Restaurierung in den 1970er-Jahren wurden auch die Stuckdecken im Innern und eine zentrale Treppenhalle mit reich bemaltem Holzwerk freigelegt. 2010 wurde das mit seiner Fassade grundlegend saniert. Neben  Napoleon, dem das Haus nach der Truppenabnahme am 20. August 1813 vom Balkon seinen Beinamen verdankt, sollen laut einer Tafel am Haus auch August der Starke, der russische Zar Alexander I. und Friedrich Wilhelm III. dort geweilt haben.

### Schwibbogen

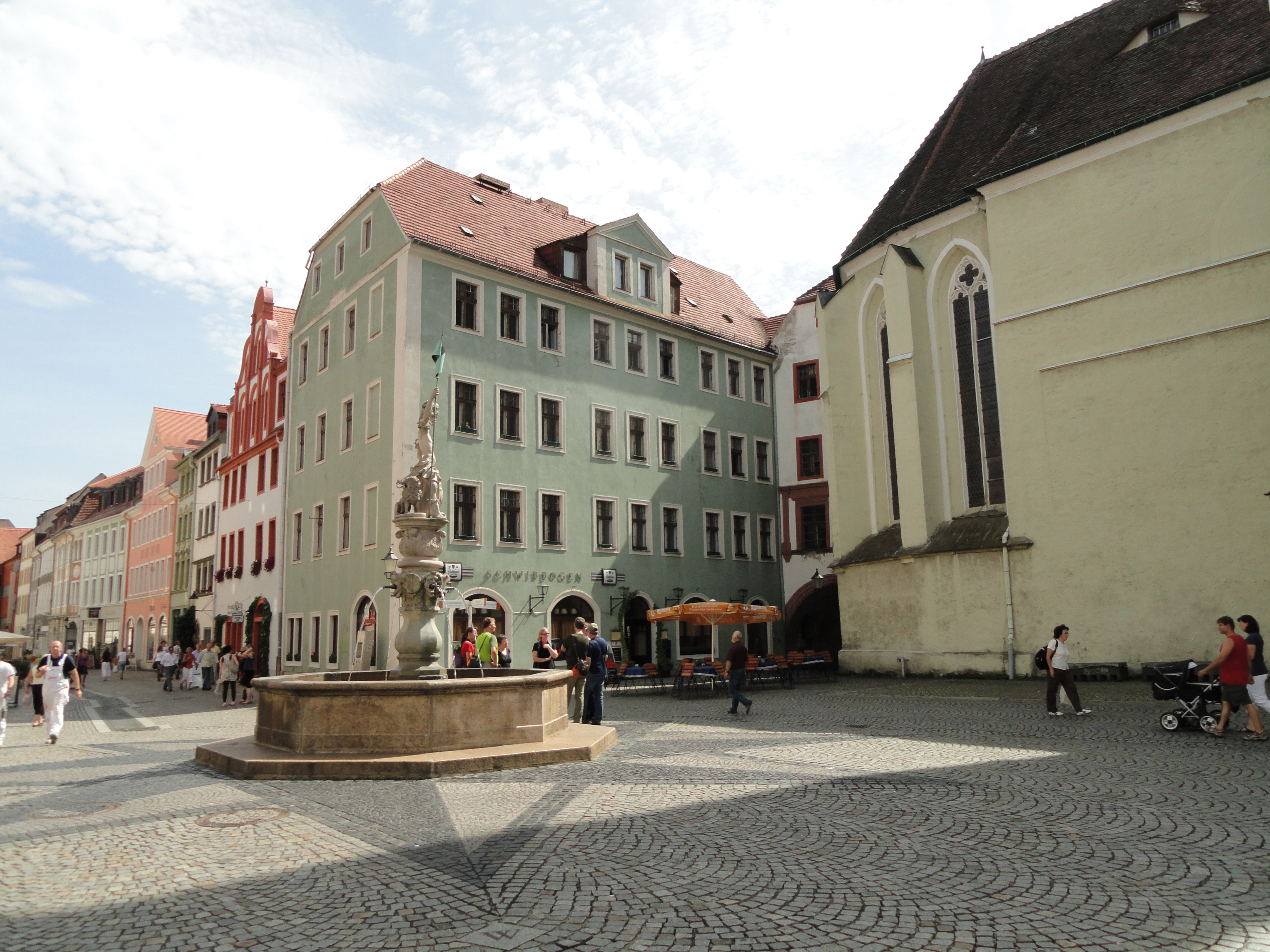
Der Schwibbogen

Der Schwibbogen (Obermarkt 34) wurde 1533 von Jeronimus Schneider errichtet. Dort wohnten unter anderem der Görlitzer Meistersinger Adam Puschmann (1569–1572) und der Stadtschreiber und spätere Bürgermeister Daniel Richter. Bis in die Mitte des 19. Jahrhunderts diente das Haus auch als Brauhaus. Bei der Erweiterung 1819 nach der Vorderseite verlor das Gebäude seinen Renaissancegiebel. Ab 1869 gehörte es dem Juwelier Reinhold Hoer. Die Familie betrieb dort bis 1950 ein Goldschmiedefachgeschäft und fertigte auch die Amtskette des Oberbürgermeisters. 1971 wurde zur 900-Jahr-Feier der Stadt in dem Gebäude das Café Schwibbogen eröffnet. Im Jahr 1995 wurde das Gebäude von Grund auf restauriert und es zog ein Restaurant ein.

## Sagen
Im wohl bekanntesten Haus auf der Westseite des Platzes, ehemals Nr. 14, wohnte seit langer Zeit ein Schmied. Nach der Görlitzer Sage Der Nachtschmied arbeitete er für den Teufel. Das Haus wurde nach der Zerstörung 1708 wieder errichtet.
Das in Stein gehauene Bild einer Frau am Eckhaus Obermarkt/Fleischerstraße erinnert an die Sage vom Klötzelmönch. Bei der Frau handelt es sich um eine Mutter, die um ihre Tochter trauert und auf ihre Wiederkehr wartet. Früher gab es auf dem gegenüberliegenden Haus einen steinernen Kopf des hässlichen Mönches. Dieser soll die hübsche Tochter ermordet und in der Dreifaltigkeitskirche unter einer Grabplatte versteckt haben. Bei dieser Tat wurde er von einem Handwerksburschen beobachtet und durch den Bürgermeister zur Strafe lebendig in der Kirche eingemauert. Man soll bis heute seine hölzernen Klötzelpantoffeln in der Dreifaltigkeitskirche herumklappern hören.